# عفنة ألبية
عفنة ألبية (الاسم العلمي:Mucor alpinus) هي نوع من الفطريات تتبع جنس العفنة من الفصيلة العفنية.